# Male Dole pri Temenici
Male Dole pri Temenici – wieś w Słowenii, w gminie Ivančna Gorica. W 2018 roku liczyła 31 mieszkańców.